# منفذ فيشخابور الحدودي
منفذ فيشخابور الحدودي أو بوابة بيشخابور الدولية هو منفذ نهري حدودي عراقي في محافظة دهوك في قضاء زاخو في بلدة فيشخابور قريب من مصب نهر الخابور في نهر دجلة أقصى شمال جمهورية العراق، يقابل منفذَ فيشخابور العراقيَّ معبرُ سيمالكا الحدوديُّ السوريُّ في محافظة الحسكة، افتتحَ منفذ فيشخابور في تسعينات القرن العشرين، وأشرفت عليه حينئذٍ قوات الحزب الديمقراطي الكردستاني، ثم أغلق بعد الاحتلال الأمريكي للعراق، ثم افتتح سنة 2013، يُدير منفذَ فيشخابور حكومة إقليم كردستان العراق، بتعاون مع هيأة المنافذ الحدودية. وبين حكومة الإقليم والحكومة الاتحادية تنازع في الإشراف على المنفذ. من مزايا المنفذ أنه بين حدود العراق وسورية، وقريب من حدود تركيا. وهو منفذ وحيد متاخم لسورية تسيطر عليه حكومة إقليم كردستان. أما المنافذ الأخرى بين حكومة العراق الاتحادية والحكومة السورية فهي منفذ ربيعة ومنفذ القائم ومنفذ الوليد.